# Puelia dewevrei
Puelia dewevrei är en gräsart som beskrevs av De Wild. och Théophile Alexis Durand. Puelia dewevrei ingår i släktet Puelia och familjen gräs. Inga underarter finns listade i Catalogue of Life.